# LEGO Batman 3: Beyond Gotham
LEGO Batman 3: Beyond Gotham is een action-adventure computerspel uit 2014, gebaseerd op het speelgoed van LEGO en de DC Comics-personages. 
Het spel werd ontwikkeld door Traveller's Tales, en werd in Europa tegelijk uitgebracht voor Microsoft Windows, Nintendo 3DS, OS X, PlayStation 3, PlayStation 4, PlayStation Vita, Xbox 360, Xbox One, Wii U en Android.
Op 25 juni 2015 werd de iOS-versie van dit spel uitgebracht.

## Gameplay
De gameplay van het spel ligt in de lijn met die van de 2 vorige LEGO Batman games. In het spel zijn 150 speelbare personages, elk met hun speciale vaardigheden, die de speler nodig heeft om puzzels en opdrachten te volbrengen en verder te geraken in de levels. 

## Ontvangst
Het spel werd door de critici gematigd tot positief onthaald.
| Beoordeeld door | Jaar | Platform | Score  |
| --------------- | ---- | -------- | ------ |
| IGN             | 2014 | PS4      | 7.4/10 |
| IGN             | 2014 | Wii-U    | 7.4/10 |
| Metacritic      | 2014 | Xbox One | 74/100 |
| XGN             | 2014 | PS4      | 7.5/10 |
| Inside Gamer    | 2014 | PS4      | 8/10   |
| Gamespot        | 2014 | Xbox One | 7/10   |
| Gamespot        | 2014 | PS4      | 7/10   |
| Digital Trends  | 2014 | PS4      | 2.5/5  |
| Videogamer      | 2014 | PS4      | 8/10   |